# 海绵结螺
海绵结螺（学名：Pascula ochrostoma），是新腹足目骨螺科Pascula的一种。主要分布于中国大陆、台湾，常栖息在低潮线下。